# 乌什地区孔什
乌什地区孔什（法語：Conches-en-Ouche，法語發音：[kɔ̃ʃ ɑ̃.n‿uʃ]），法国中北部城市，诺曼底大区厄尔省的一个市镇，隶属于埃夫勒区，其市镇面积为16.7平方公里，2022年1月1日时人口数量为4,860人，在法国城市中排名第2,167位。
乌什地区孔什位于厄尔省中西部，历史上为一个封建贵族的领地，现代是一个区域性的中心城市，芒特拉若利－瑟堡铁路由此通过。

## 地名来源
“孔什”一名起源于1035年，以的形式被记载，其具体含义不详。“在乌什地区”（-en-Ouche）这一后缀则于20世纪初出现。

## 历史
孔什建于公元11世纪，彼时乌什地区为诺曼底公国的领土，而孔什附近则是托尼家族的领地，其在孔什境内建成了一处城堡。14世纪时后，诺曼底彻底并入法兰西。15世纪英法百年战争期间，孔什曾被英格兰军队占领。法国大革命期间，孔什曾被更名为“拉蒙塔涅德孔什”（La Montagne-de-Conches，意为“孔什之山”），此后孔什成为厄尔省的一个市镇。工业革命期间，芒特拉若利－瑟堡铁路由此通过并设有一个站点，带动了当地的工业发展。

## 地理

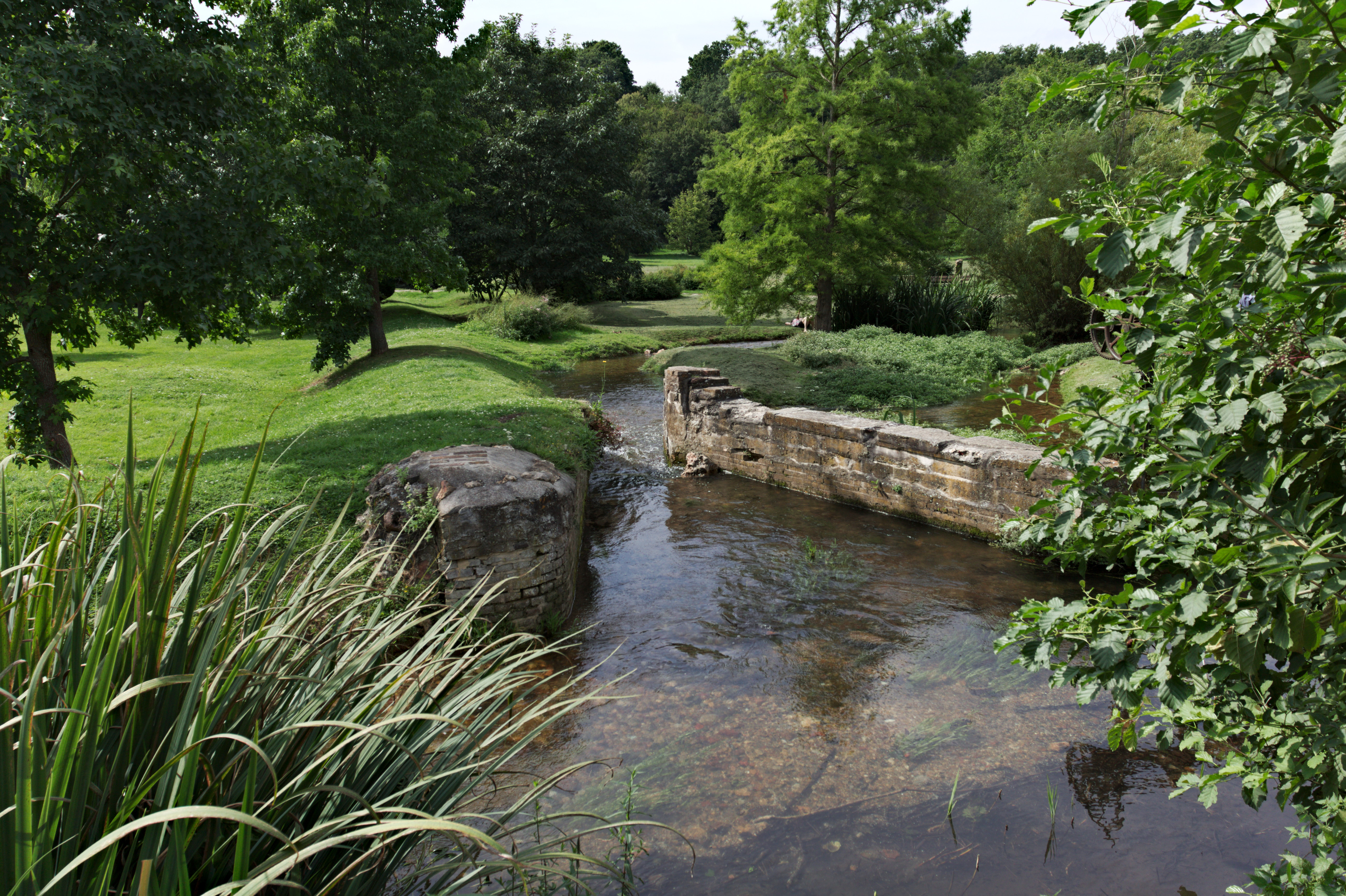
鲁卢瓦河

乌什地区孔什位于法国中北部偏西，诺曼底大区东南部和厄尔省中西部，距离省会埃夫勒大约18.5公里。与乌什地区孔什接壤的市镇包括：博布赖、比雷、卢韦尔塞、纳热勒-塞梅尼勒、勒瓦勒多雷。

### 地形
乌什地区孔什位于诺曼底丘陵东部延伸地带，境内以浅丘和平原为主，大部分地区地势平坦，全境海拔在100到173米之间。

### 水文
鲁卢瓦河（Rouloir）自西向东流经境内，水量较小，属于塞纳河水系。

### 植被
乌什地区孔什属于温带落叶林区，市区内南、西、北三侧均有大片林地分布。

### 气候
乌什地区孔什在柯本气候分类法中属于温带海洋性气候。

## 行政区划
乌什地区孔什是法国诺曼底大区厄尔省的一个市镇，编号为27165。乌什地区孔什隶属于埃夫勒区，管理乌什地区孔什县，同时也是乌什地区市镇公共社区的办公驻地。
法国国家统计与经济研究所（简称）在进行数据统计时，将乌什地区孔什和相邻的另外3个市镇划入乌什地区孔什城市核心区，并将其作为埃夫勒城市区的组成部分。将乌什地区孔什市镇整体设为一个“块区”（IRIS）。

## 交通

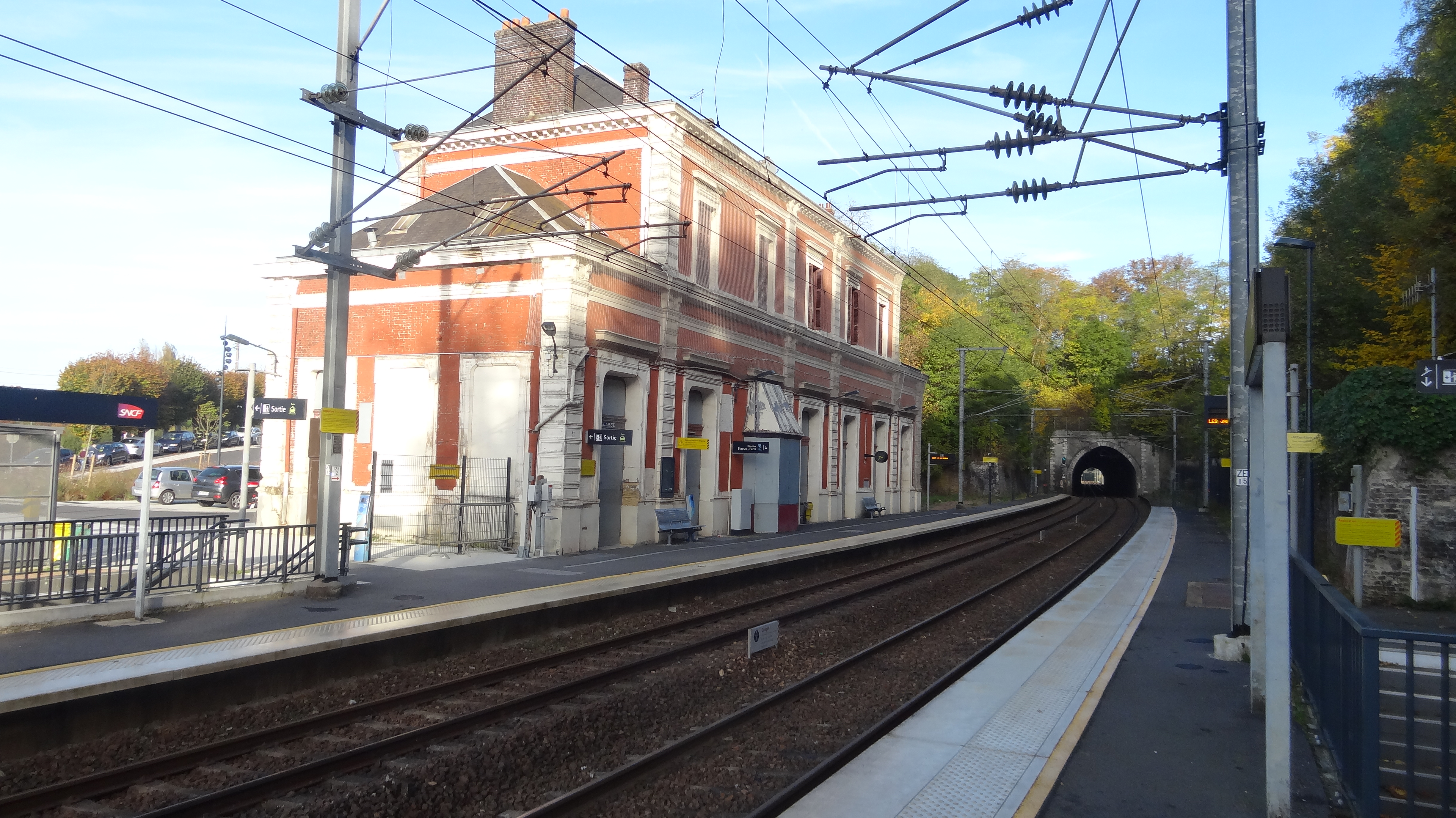
孔什火车站

### 公路
多条厄尔省省道在乌什地区孔什境内交汇，诺曼底大区下属的城际客运提供巴士线路，可前往周边部分市镇。
2017年，72.9%的乌什地区孔什家庭拥有至少一辆的私人汽车。2018年，乌什地区孔什境内共发生各类交通事故4起，造成1人遇难，3人受伤。

### 铁路
乌什地区孔什位于芒特拉若利－瑟堡铁路上。孔什站位于市区北部，停靠往返于巴黎和塞尔吉尼一线的区域列车。

### 航空
距离乌什地区孔什最近的民用航空站为巴黎-奥利机场，距离乌什地区孔什市中心的公路里程约124公里。

### 城市公共交通
乌什地区孔什暂无城市公共交通系统。

## 政治

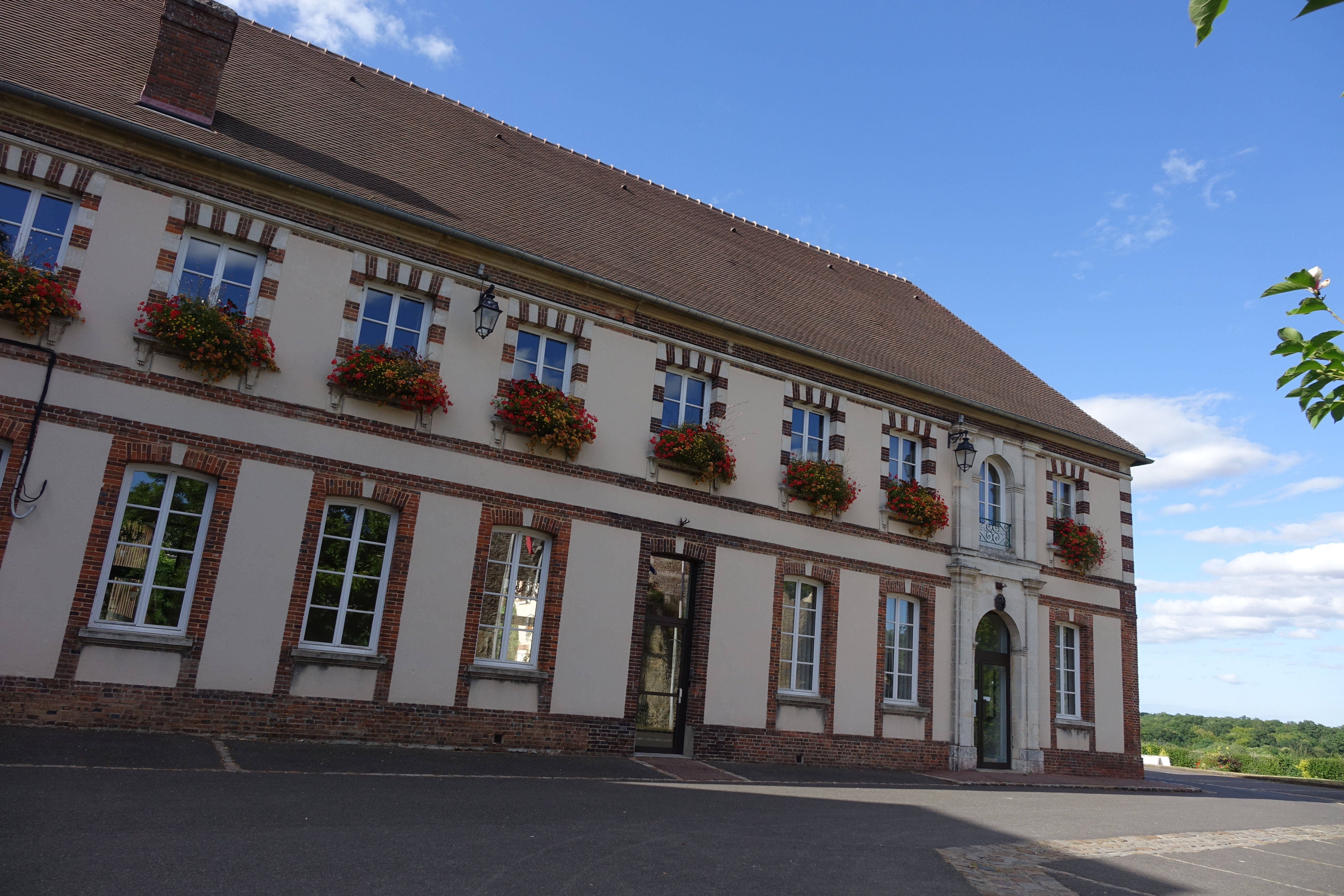
乌什地区孔什市政厅

乌什地区孔什的现任市长为热罗姆·帕斯科先生（Jérôme Pasco），他是一名无党派人士，在2020年的市政选举中获得了100%的支持率（无其他候选人）。
在2017年的法国总统大选中，法国第25任总统埃马纽埃尔·马克龙在乌什地区孔什获得了52.5%的支持率。

## 人口
2017年，乌什地区孔什市镇人口数量为5,030，在法国排名第2,167位。其中男性2,357人，女性2,673人，75岁及以上人口占10.0%，外籍人口数量为1,103人，人口密度为301人/平方公里，当地居民被称为（男性）或（女性）。2018年，乌什地区孔什境内出生56人，死亡人口62人。
| 年份   | 1936  | 1946  | 1954  | 1962  | 1968  | 1975  | 1982  | 1990  | 1999  | 2006  | 2011  | 2016  | 2017  |
| ------ | ----- | ----- | ----- | ----- | ----- | ----- | ----- | ----- | ----- | ----- | ----- | ----- | ----- |
| 人口數 | 2,422 | 2,726 | 2,760 | 3,028 | 3,534 | 3,785 | 3,854 | 4,009 | 4,280 | 4,982 | 4,978 | 5,033 | 5,030 |

## 经济
乌什地区孔什是一个区域性的中心城市，当地共有各类用人单位604家，其中98.86%为中小型企业（PME），平均历史为16年，行政、医疗及社会服务是当地的主要就业岗位类型。

## 财政收入
2018年，乌什地区孔什的财政收入总额为4,496,570欧元，财政支出总额为4,028,980欧元，当年的债务总额为2,120,600欧元。
2015年，乌什地区孔什的人均收入总额为2,500欧元，其中高职人员为3,870欧元，普通职员为1,754欧元。
2017年，乌什地区孔什境内的青壮年（15至64岁）失业率为21.3%，当地32.7%的家庭拥有纳税资格。

## 社会事务

### 教育
乌什地区孔什属于鲁昂学区。截止2019年1月1日，乌什地区孔什境内共有2所幼儿园、2所小学、1所初级中学和1所普通高中。2018至2019学年度，乌什地区孔什境内共有在校中等教育阶段学生648名。

### 医疗
截止2019年1月1日，乌什地区孔什境内共有全科医生4名、保健师6名和护士8名。境内共有药房3家和养老院2家。
距离乌什地区孔什最近的区域性医疗机构是位于省会埃夫勒的厄尔-塞纳中心医院（Centre Hospitalier Eure-Seine），其主病区到孔什市中心约有20分钟的路程。此外乌什地区孔什有一家心理治疗中心。

### 住房
2017年，乌什地区孔什境内共有各类住房2,582套，其中71.3%为独立式居民区，28.5%为集中式居民区。常住房屋占乌什地区孔什市镇范围内居民建筑总量的78.1%。

### 商业
2018年，乌什地区孔什境内共有各类实体商铺151家，其中餐厅19家、大型超市6家、杂货店1家、面包房4家、肉铺2家、书店1家、装饰品店1家、银行门店6家、美容美发店11家、汽车维修店14家。市区X部建有大型开放式商业街区。

### 体育
2019年，乌什地区孔什境内共有1家游泳池、1间体育馆、1座综合体育场、5处网球场、1处足球或橄榄球场以及3处篮球或排球场。
孔什运动联盟（US Conches）是当地的一支足球队，2020至2021赛季参加诺曼底大区足球联赛。除足球外，当地还有篮球、羽毛球、手球、游泳等多个项目的联盟。

### 环境
乌什地区孔什的环境事务由其所属的公共社区负责。2018年，乌什地区孔什境内共有1家污染企业。

### 治安
2018年，乌什地区孔什市镇范围内有1处宪兵队。
2014年，乌什地区孔什及附近地区共发生各类案件3,733起，其中盗窃类案件2,585起，经济类案件207起，毒品交易类案件191起。

## 文化
2019年，乌什地区孔什境内有1家博物馆。乌什地区孔什市政府提供多媒体中心，向公众全年开放。

### 建筑
乌什地区孔什境内有多处法国国家文物保护单位，其中乌什地区孔什城堡旧址、乌什地区孔什圣富瓦教堂和孔什圣皮埃尔和圣保罗修道院等为当地的代表性建筑物。

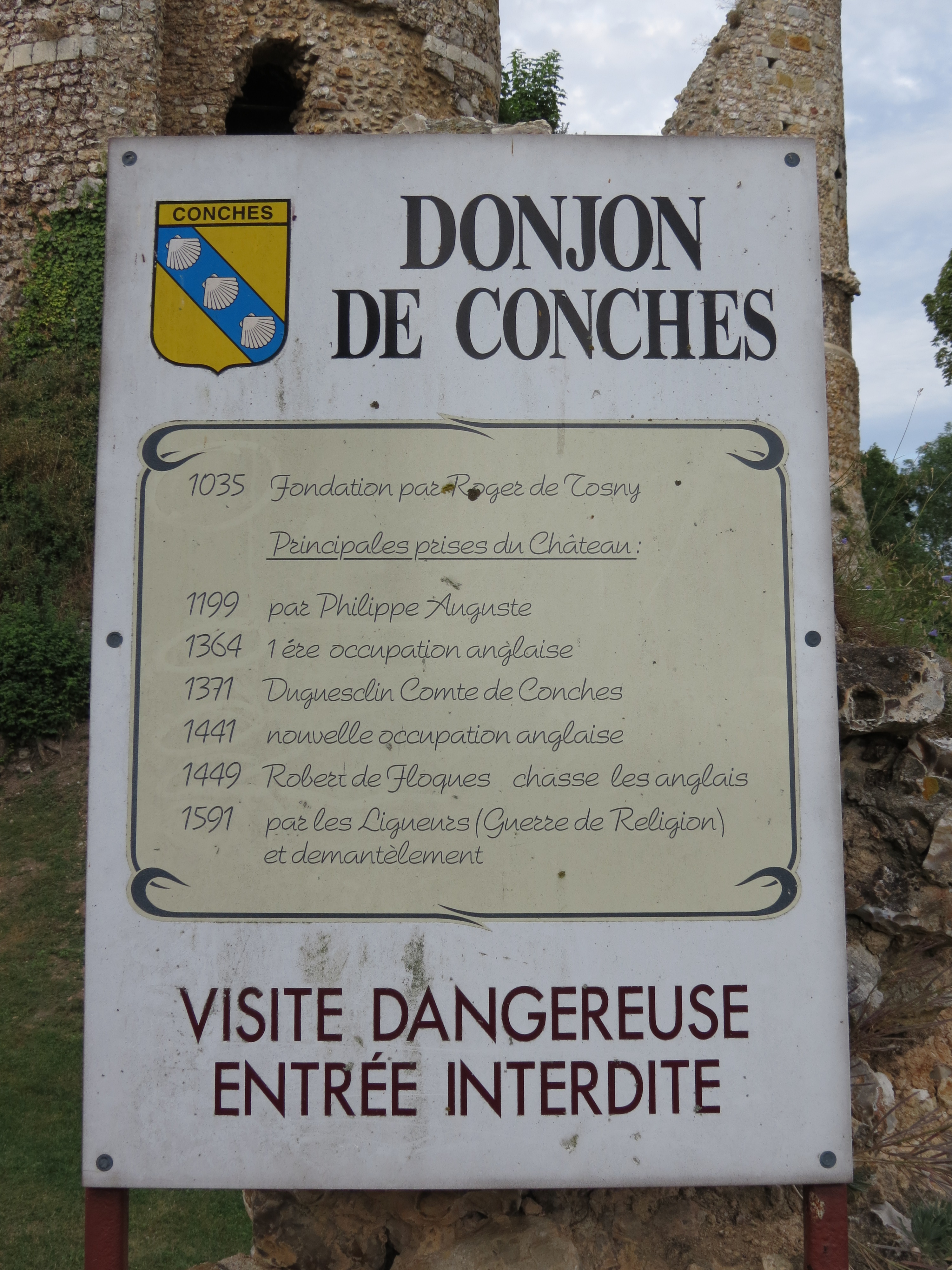
乌什地区孔什城堡（法语：Château de Conches-en-Ouche）介绍牌
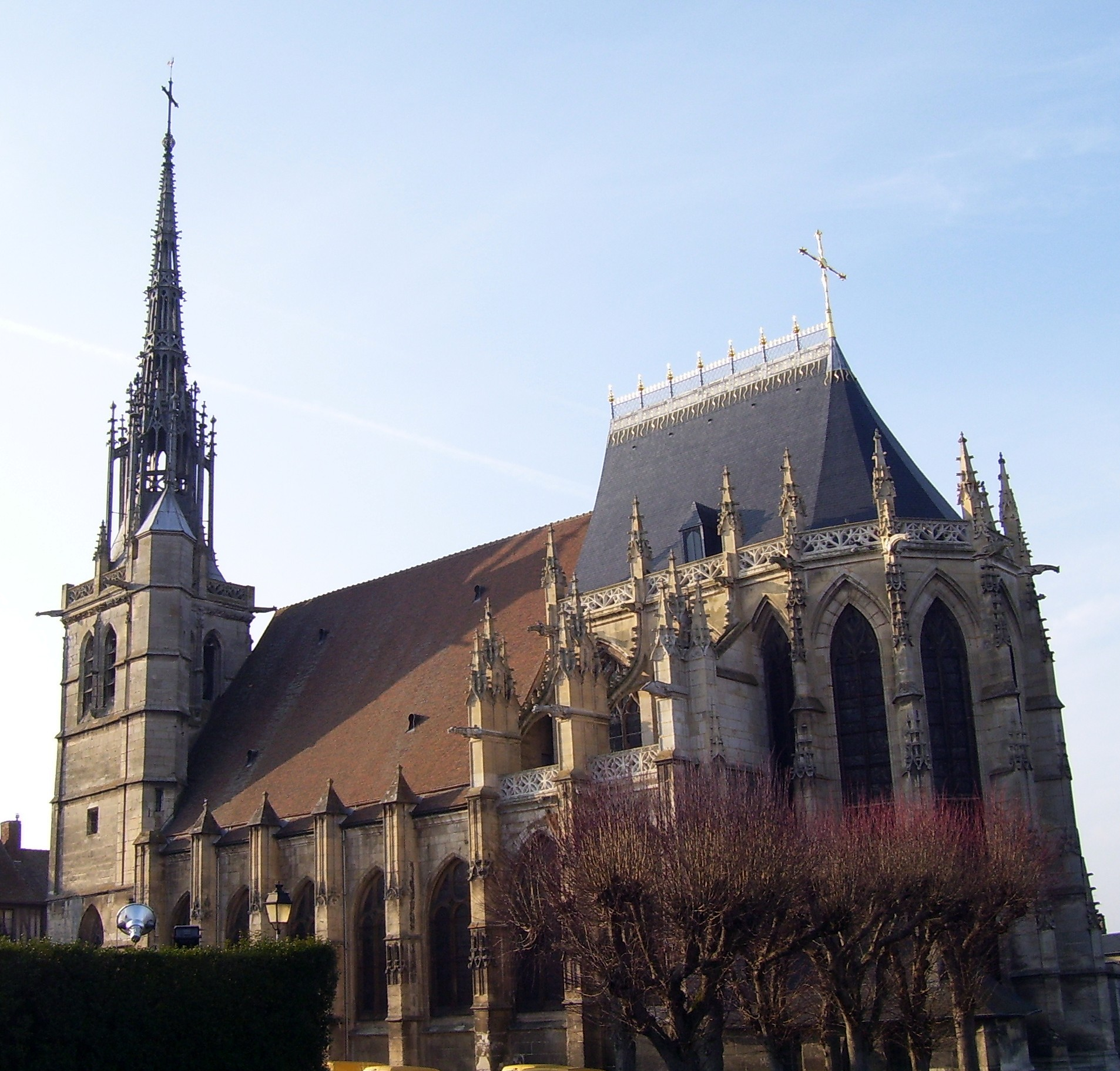
圣富瓦教堂（法语：Église Sainte-Foy de Conches-en-Ouche）
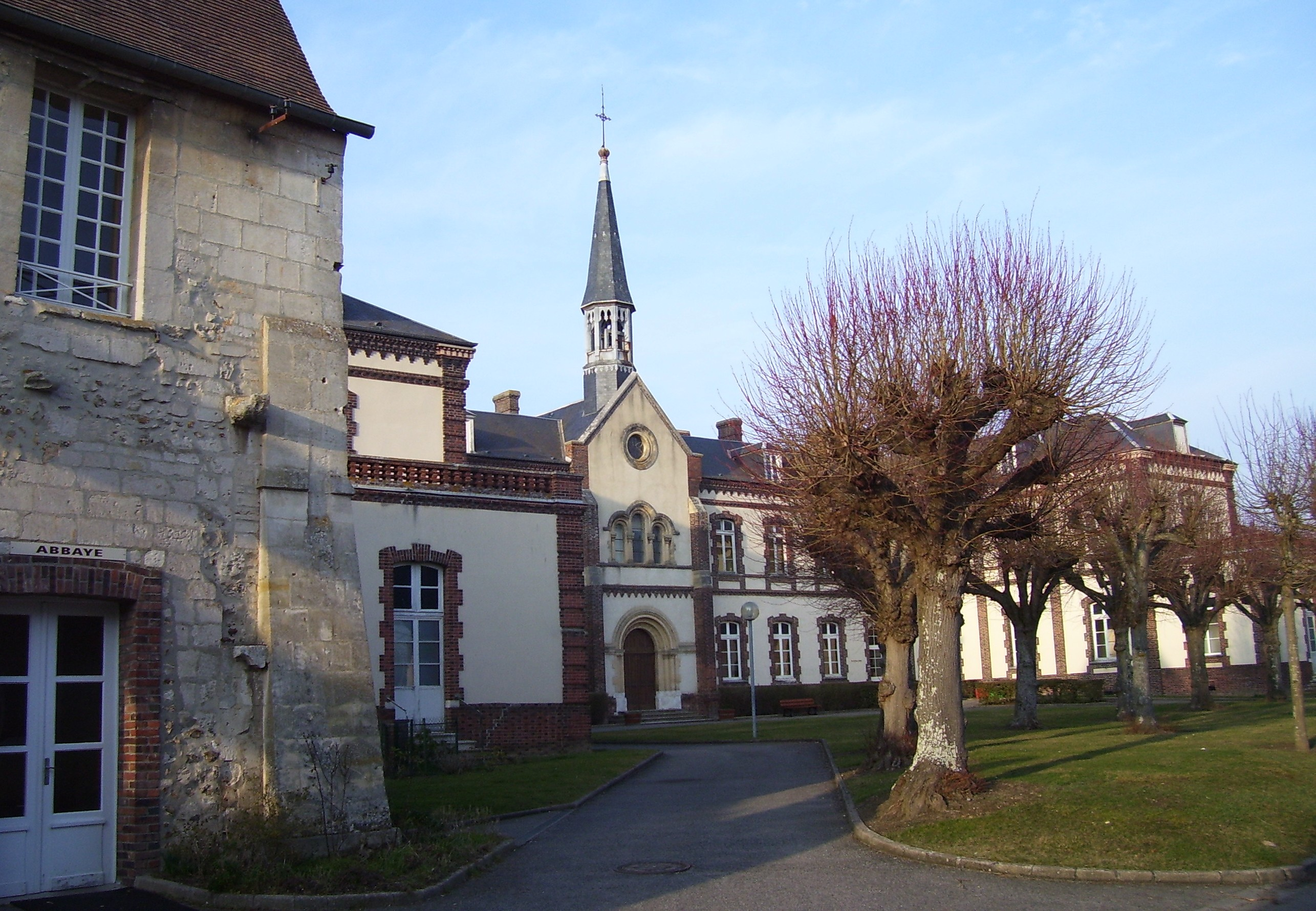
圣皮埃尔和圣保罗修道院（法语：Abbaye Saint-Pierre et Saint-Paul de Châtillon-lès-Conches）
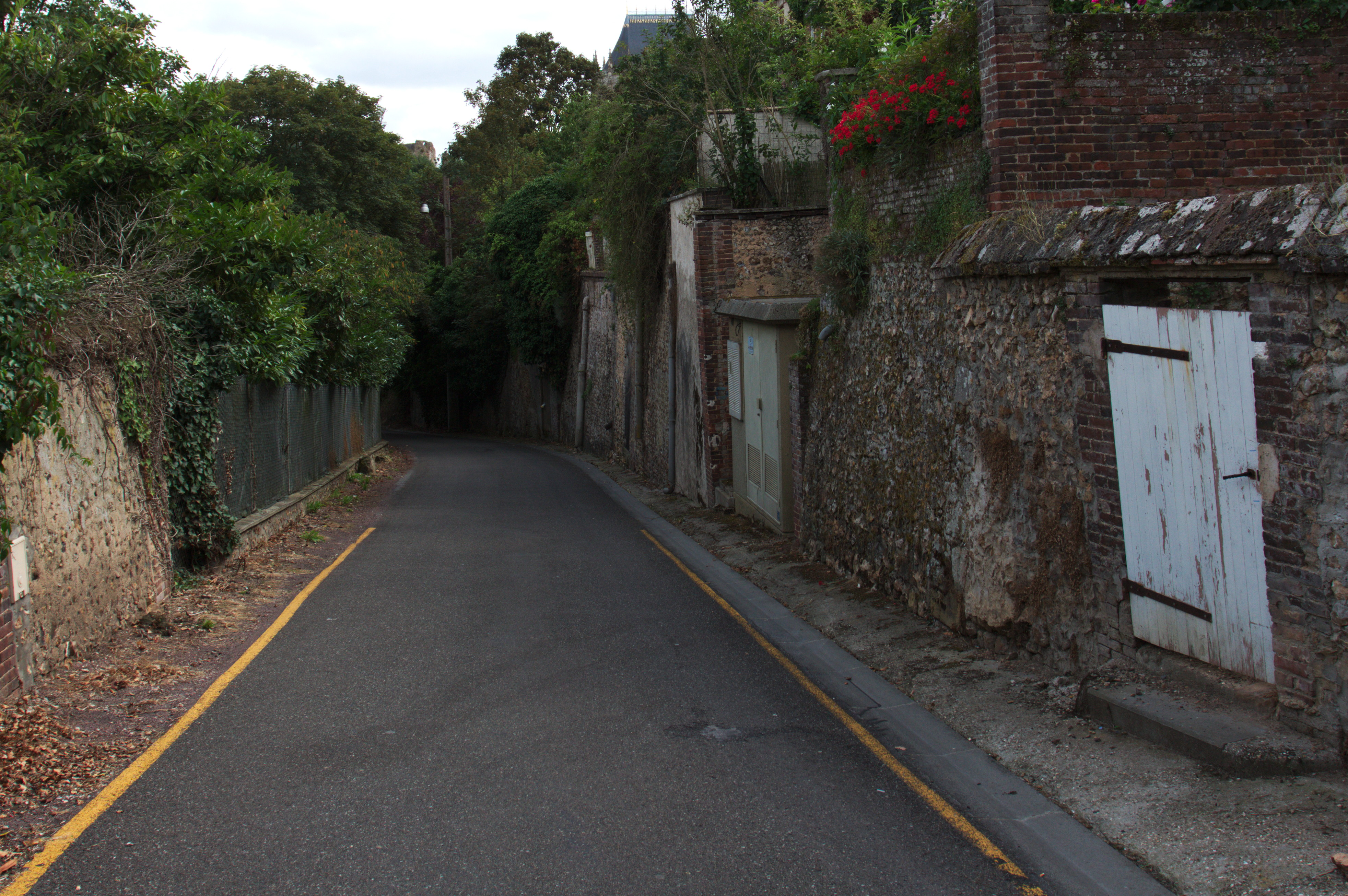
枫丹街
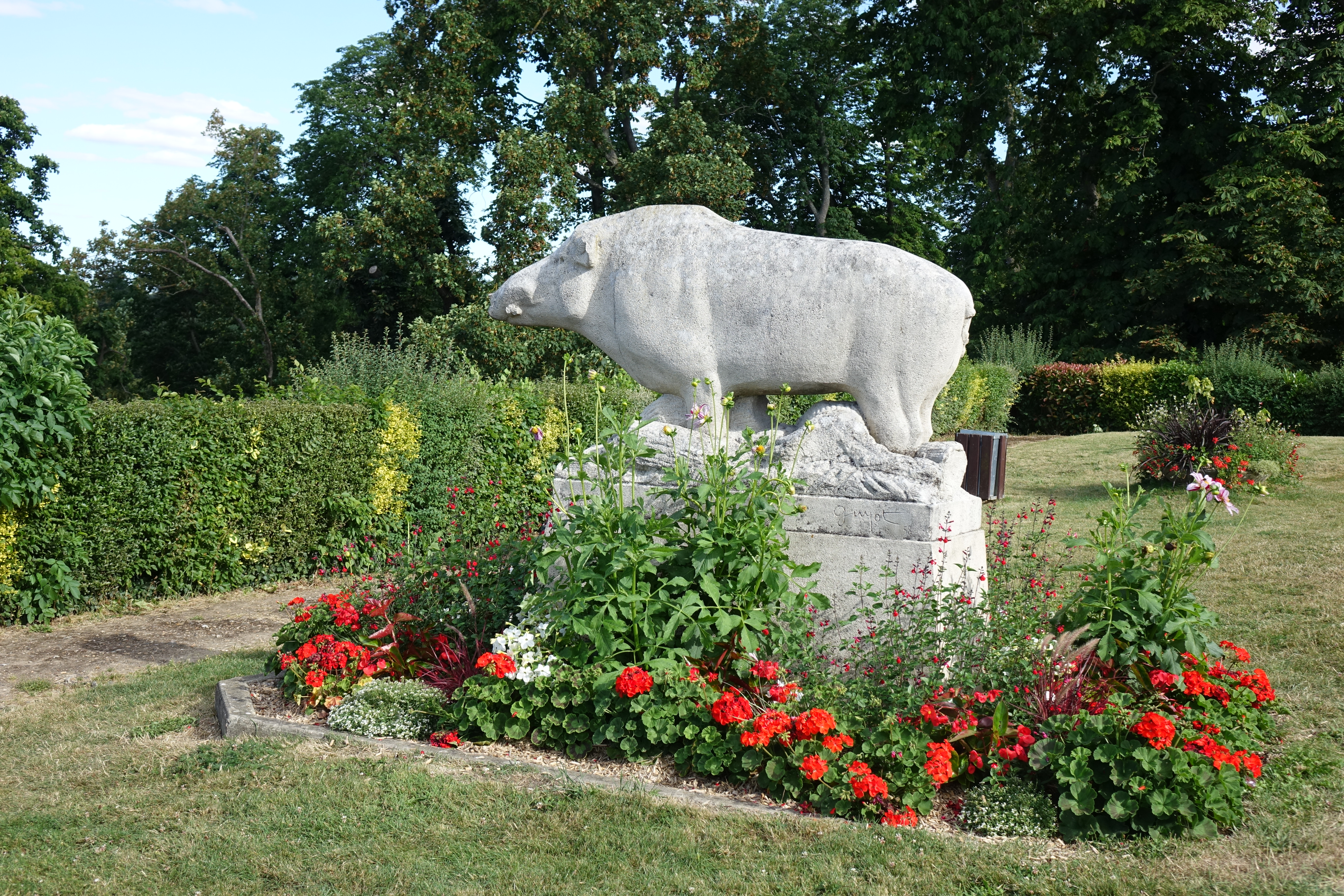
雕像

### 旅游
乌什地区孔什的旅游事务由其所属的公共社区负责。2020年，乌什地区孔什境内共有3家宾馆共计43间房间。

### 媒体
法国主要的媒体均可在乌什地区孔什接收，法国电视三台下属的诺曼底大区频道在部分时段播出乌什地区孔什所属区域的地方新闻。

## 相关人物
法国手球运动员加埃尔·蒙蒂雷尔出生于乌什地区孔什。

## 友好城市
截至2020年11月，乌什地区孔什共与四座城市建立了友好城市关系：
- 德国 奥伦多夫
- 波蘭 奇武胡夫
- 英格兰 韦勒姆
- 希腊 罗德岛